# Coalition des associations de réfugiés de la république de Serbie
La coalition des associations de réfugiés de la république de Serbie (en serbe cyrillique : Коалиција удружења избјеглица у Републици Србији ; en serbe latin : Koalicija udruženja izbjeglica u Republici Srbiji ; en abrégé : KUIRS) est un parti politique serbe. Il a son siège à Belgrade. Il a été fondé en 2008 et est présidé par Miodrag Linta.

## Activités électorales
Lors des élections législatives serbes de 2012, la Coalition des associations de réfugiés de la république de Serbie a participé à la coalition Donnons de l'élan à la Serbie, emmenée par Tomislav Nikolić, qui était alors président du Parti progressiste serbe (SNS). Le président du parti, Miodrag Linta, a été élu député à l'Assemblée nationale de la république de Serbie et est membre du groupe parlementaire du SNS.